# Rue du Boccador
La rue du Boccador est une voie du 8e arrondissement de Paris. 

## Situation et accès
Elle commence au 19, avenue Montaigne et se termine au 24, avenue George-V.
Ce site est desservi par la ligne de métro 9 à la station Alma - Marceau.

## Origine du nom
Cette voie rend hommage à l'architecte Dominique de Cortone dit le Boccador (1465-1549).

## Historique
La section de la rue du Boccador située entre l'avenue Montaigne et la rue de La Trémoille a été ouverte en 1881. Elle a absorbé la cité Godot-de-Mauroy, ou cité Montaigne, de l'avenue Montaigne à la rue Marbeuf.
La voie est prolongée de la rue de La Trémoille à l'avenue George-V en 1883 sous le nom de « rue Boccador » et prend sa dénomination actuelle le 24 juin 1907.
Sous l'Occupation, une grande partie des immeubles de la rue fut rachetée par l'affairiste Michel Szkolnikoff, qui avait fait fortune dans le marché noir avec l'armée allemande. Placés sous séquestre à la Libération, ils furent revendus entre 1947 et 1948 au profit de l'État.

## Bâtiments remarquables et lieux de mémoire

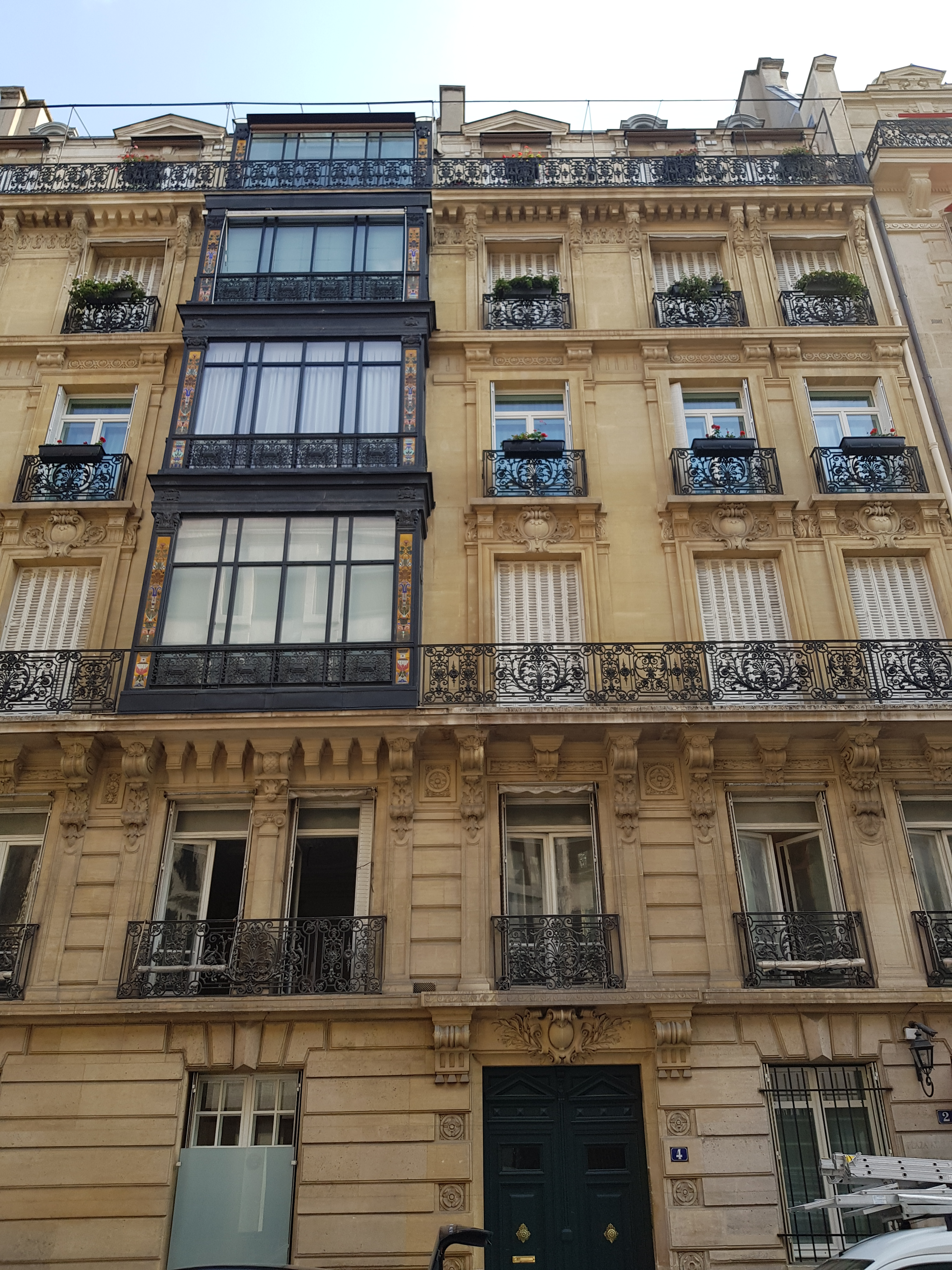
No 4.

- No 1 (et 19, avenue Montaigne) : emplacement de l’ancien hôtel de Mme Deschamps, construit en 1896[2]. « Au 1 s'ouvre l'hôtel Goury du Roslan, dont les fenêtres donnent sur l'avenue Montaigne. Un syndicat commercial, un armateur et des services de la radio-télévision française se partagent aujourd'hui les locaux de ce qui fut avant la guerre le siège de l'Action française[3]. »
- No 3 : dans les années 1900, siège de la légation du Nicaragua[4] et de celle du Salvador[5].

### Personnalités qui ont habité la rue
- Jean Béraud (1848-1935), artiste peintre (no 3, en 1910)[6].
- Christian Boussus (1908-2003), joueur de tennis, et sa compagne Germaine Cellier (1909-1976), parfumeuse[7].
- Suzanne Crémieux (1895-1976), par son mariage Mme Robert Servan-Schreiber, sénatrice radicale du Gard de 1948 à 1955 (no 6)[8] puis de 1959 à 1976.
- Catulle Mendès (1841-1909), écrivain et poète (no 6)[2].
- Henri de Régnier (1864-1936), écrivain et poète (no 6)[8].
- Jean-André Rixens (1846-1925), artiste peintre (no 5, en 1910)[2].
- Roger Hanin (1925-2015), acteur (no 9, en 2007)[9].
- Guy de Maupassant (1850-1893), écrivain (no 24 en 1890-1893).
- Pierre Véry (1900-1960), écrivain (Les Disparus de Saint-Agil, Goupi-Mains rouges, L'Assassinat du père Noël) et scénariste.